# Katapult
Katapult es una utilidad del entorno de escritorio KDE. Se carga apretando Alt + espacio. Inicia aplicaciones o abre ficheros escribiendo el principio del nombre del programa  o fichero. También actúa como calculadora, simplemente cargando Katapult y escribiendo una expresión, por ejemplo: "5 + 1".
Si el nombre de la aplicación tiene varias palabras no tenemos por qué empezar a escribir su nombre por la primera, sino por la que consideremos más conveniente.